# Douglasia idahoensis
Douglasia idahoensis är en viveväxtart som beskrevs av D. Henderson. Douglasia idahoensis ingår i släktet Douglasia och familjen viveväxter. Inga underarter finns listade i Catalogue of Life.